# Neuenheim
Cette page contient des caractères spéciaux ou non latins. S’ils s’affichent mal (▯, ?, etc.), consultez la page d’aide Unicode.
Neuenheim (Neiene en dialecte local (de)) est un quartier de la ville de Heidelberg, une ville située dans le Land de Bade-Wurtemberg dans le Sud-Ouest de l'Allemagne. Le quartier s’étend sur la rive droite du Neckar.

## Situation
Le quartier de Neuenheim s’étend sur la rive droite du Neckar. Il est bordé à l’est par le quartier de Ziegelhausen et au nord par celui de Handschuhsheim. Les ponts qui traversent le Neckar lui donnent accès au sud-est au quartier de Schlierbach (de), au sud à ceux d’Altstadt (de) et de Bergheim et au sud-ouest, à celui de Wieblingen (de).
Neuenheim est relié à la rive gauche du Neckar par quatre ponts dont le pont Karl-Theodor (Karl-Theodor Brücke ), plus communément appelé Alte Brücke (« Vieux pont »). Ce dernier date de 1788, sous le règne du prince-électeur Charles Théodore.
Partiellement détruit pendant la Seconde Guerre mondiale, il est rouvert à la circulation le 26 septembre 1947.

## Urbanisation
Le centre du quartier moderne est encadré par deux artères importantes, la Brückenstrasse à l’est et la Berliner Strasse — où s’élève le siège de HeidelbergCement au numéro 6 — à l’ouest. Elles convergent vers le quartier Handschuhsheim, s’accompagnant également de lignes de tramway et de bus.
À l’ouest du village d’origine s’est développé le quartier Neuenheimer Feld (de), regroupant plusieurs bâtiments et antennes de l’université de Heidelberg et du Pädagogische Hochschule Heidelberg (de). Le Centre allemand de recherche sur le cancer (Deutsches Krebsforschungszentrum ou DKFZ) s’y trouve également.
Outre sa localisation, Neuenheim se caractérise par l'architecture de ses nombreuses villas, le développement de son infrastructure et ses parcs et jardins. De ce fait, il attire une population aisée provenant de toute la région.
Le jardin botanique de Heidelberg existe à son emplacement actuel depuis 1915 — il s'agit de sa septième localisation depuis la création d'un Hortus medicus par l'université de Heidelberg en 1593 — à l'initiative de Georg Albrecht Klebs.
Le quartier compte plusieurs églises, dont l'église catholique St. Raphael (de) et l'église évangéliste Johanneskirche (de). L'église protestante Saint-Jean (Jakobuskirche) date de 1989, traduisant la croissance du bourg vers l'ouest et la prédominance protestante dans le quartier.
Il ne reste que la tour et le chœur de l'église Johanneskirche (de) originelle, sur la place du marché. Cette tour haute de 55 m constitue un repère dans le quartier.

Églises de Neuenheim (sélection).
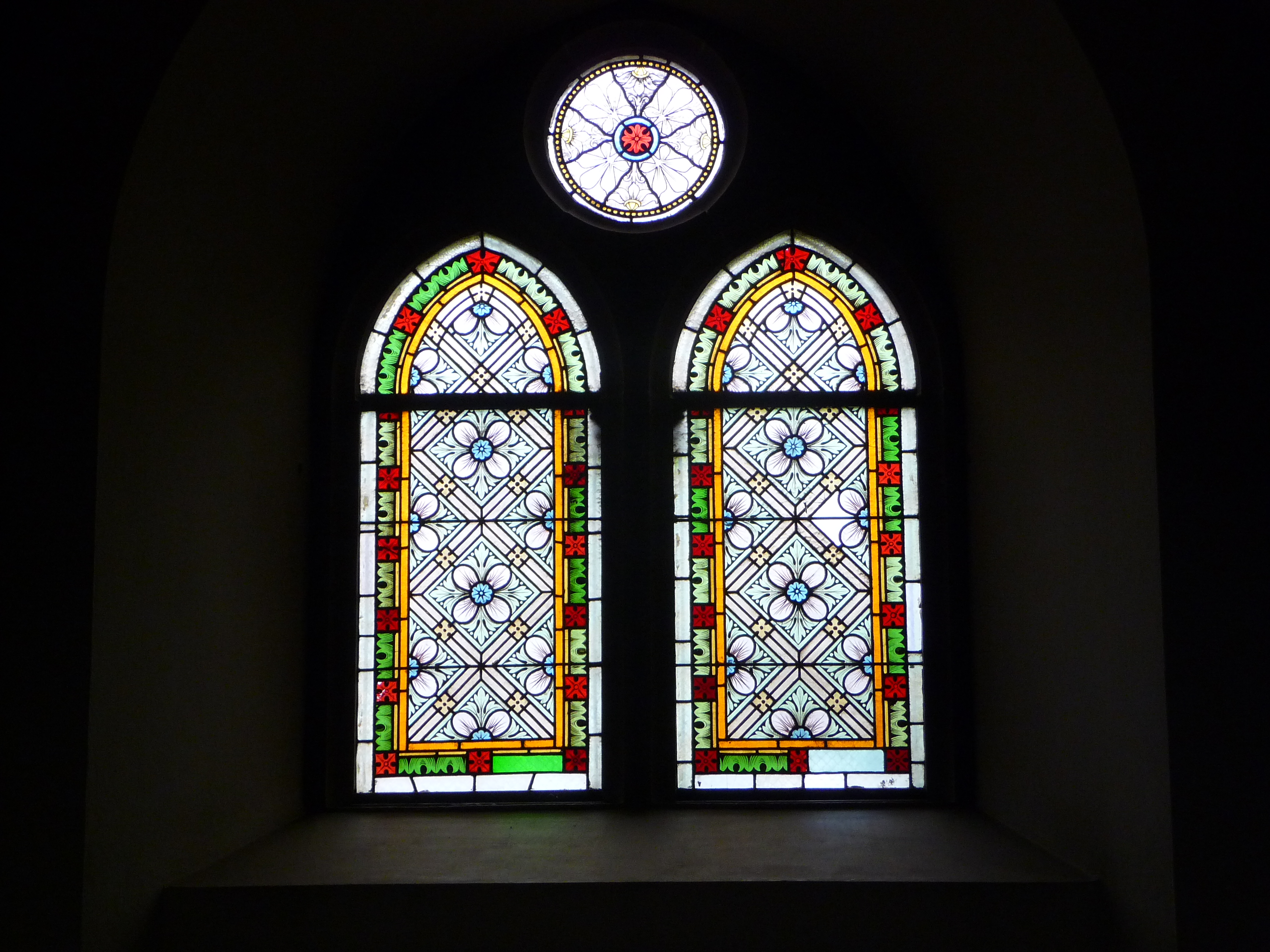
Vitraux de l'église moderne Johanneskirche.
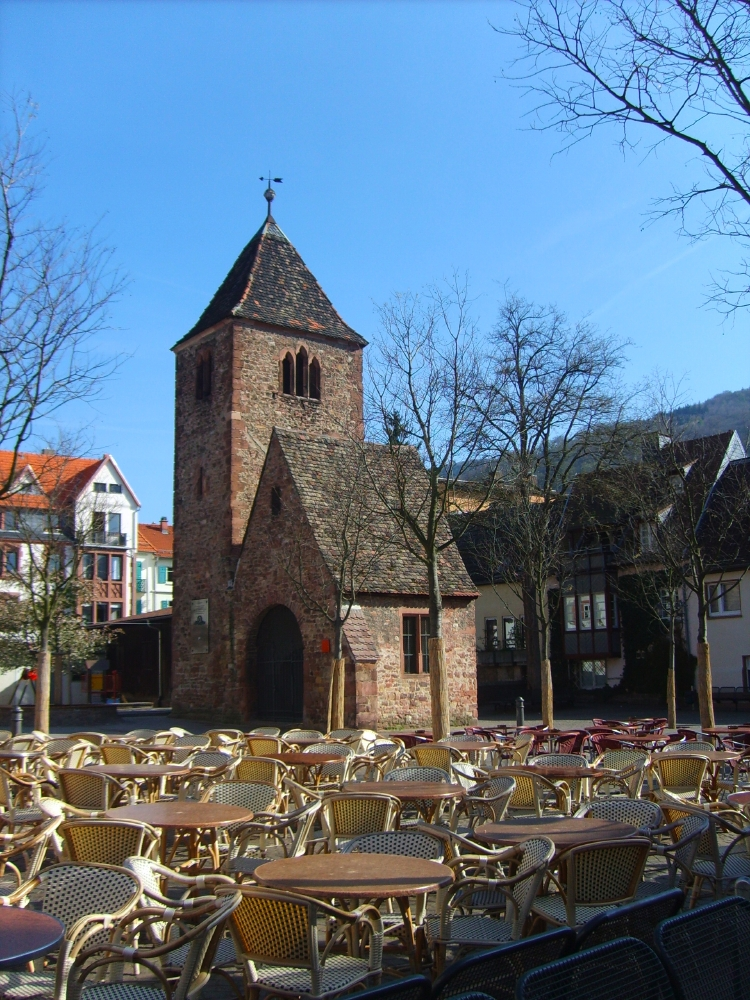
L'ancienne église Johanneskirche, place du marché.
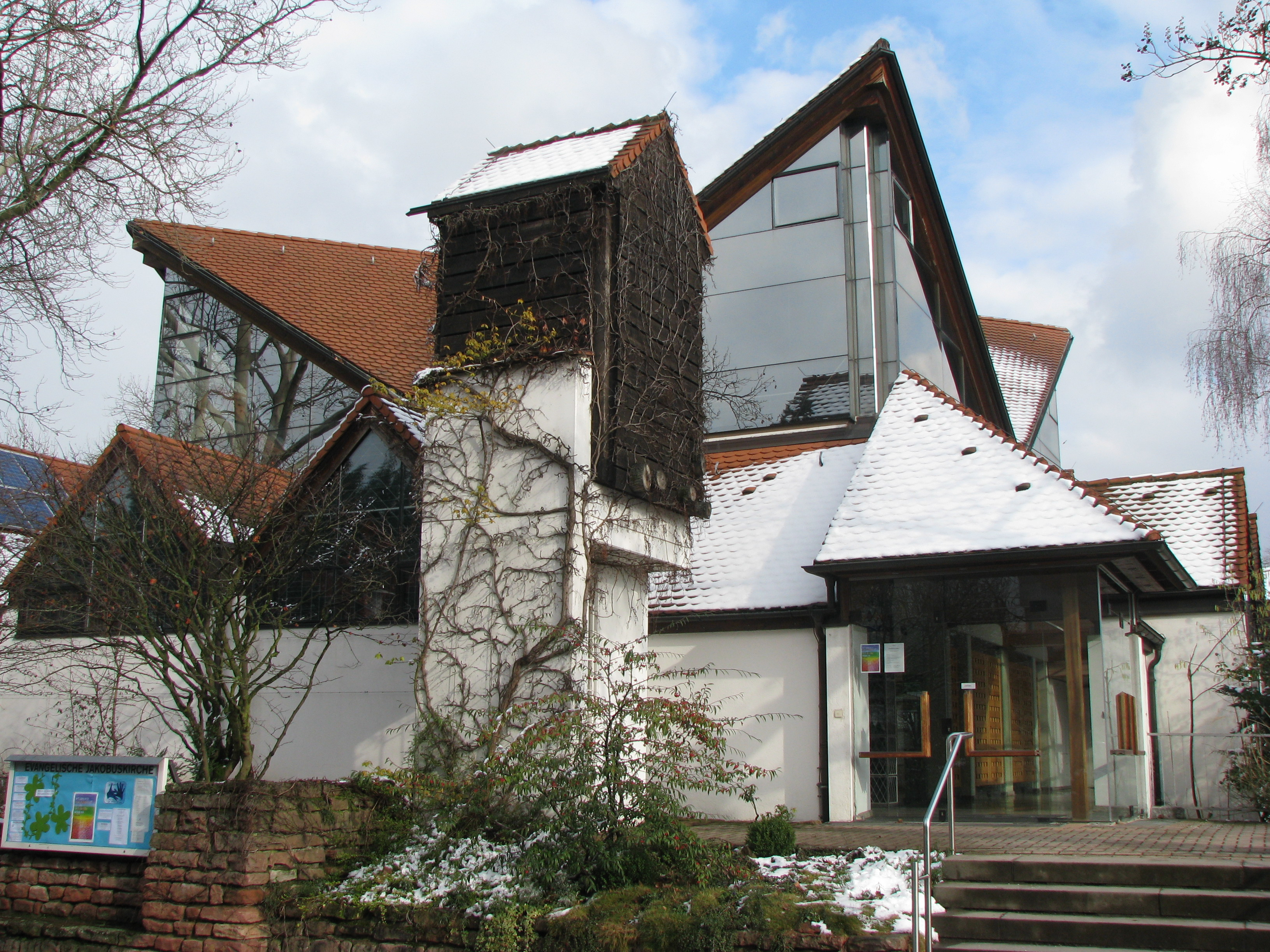
L'église Saint-Jean.

## Histoire

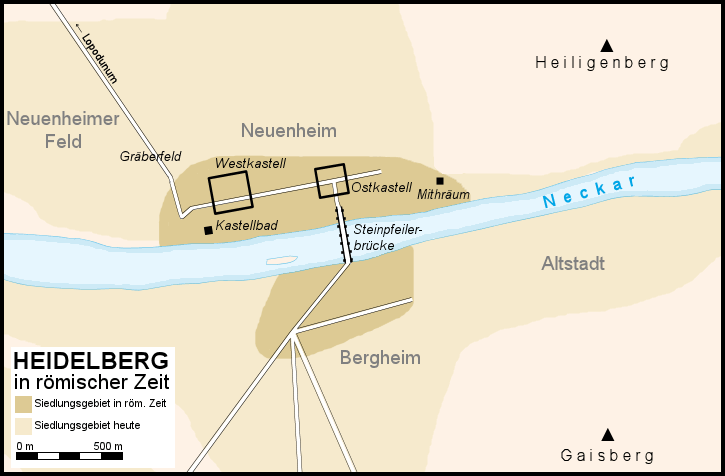
,

Un pont romain (de), désormais détruit, s’est élevé sous l’Empire romain pour franchir le Neckar et relier Neuenheim à l'actuel quartier de Bergheim.
Des vestiges d'un mithraeum et d'un pont romain en briques construit par Publius Attius Rufinus ont été mis au jour.
Le village de Neuenheim est plus ancien que Heidelberg elle-même ; selon le codex de Lorsch, une mention du village est faite en 765 et semble avoir été actif sous les Francs au VIe siècle.
Jusqu'à l'avènement de la Gründerzeit, Neuenheim est demeuré un village rural, tourné également vers la culture de la vigne et la pêche.
En 1891, le quartier est le premier de Heidelberg à être structuré par fusion administrative des territoires existants.
Des stolpersteine, honorant la mémoire des victimes du nazisme, sont visibles aux numéros 32, 44 et 86 de la Bergstraße, ainsi qu’aux 5, 7, 17 Weberstraße, au 36 Blumenthalstraße, au 47a Handschuhsheimer Landstraße, au 18 Helmholtzstraße, au 6 Moltkestraße, au 20 Uferstraße, au 31 Ziegelhäuser Landstraße et au 51 Brückenstraße.

Stolpersteine de Neuenheim (sélection).
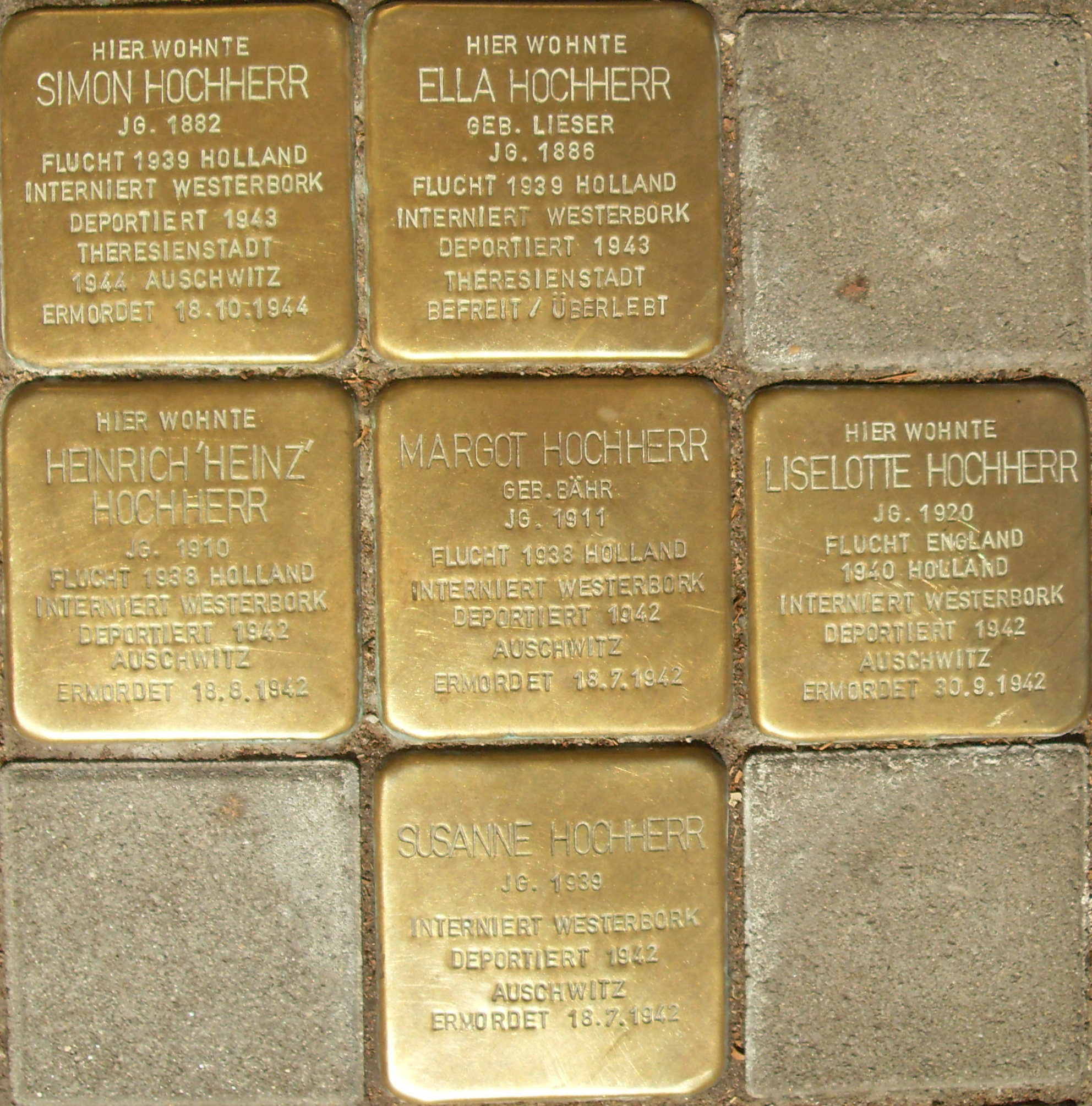
Stolpersteine de la famille Hochherr au 51 Brückenstraße.
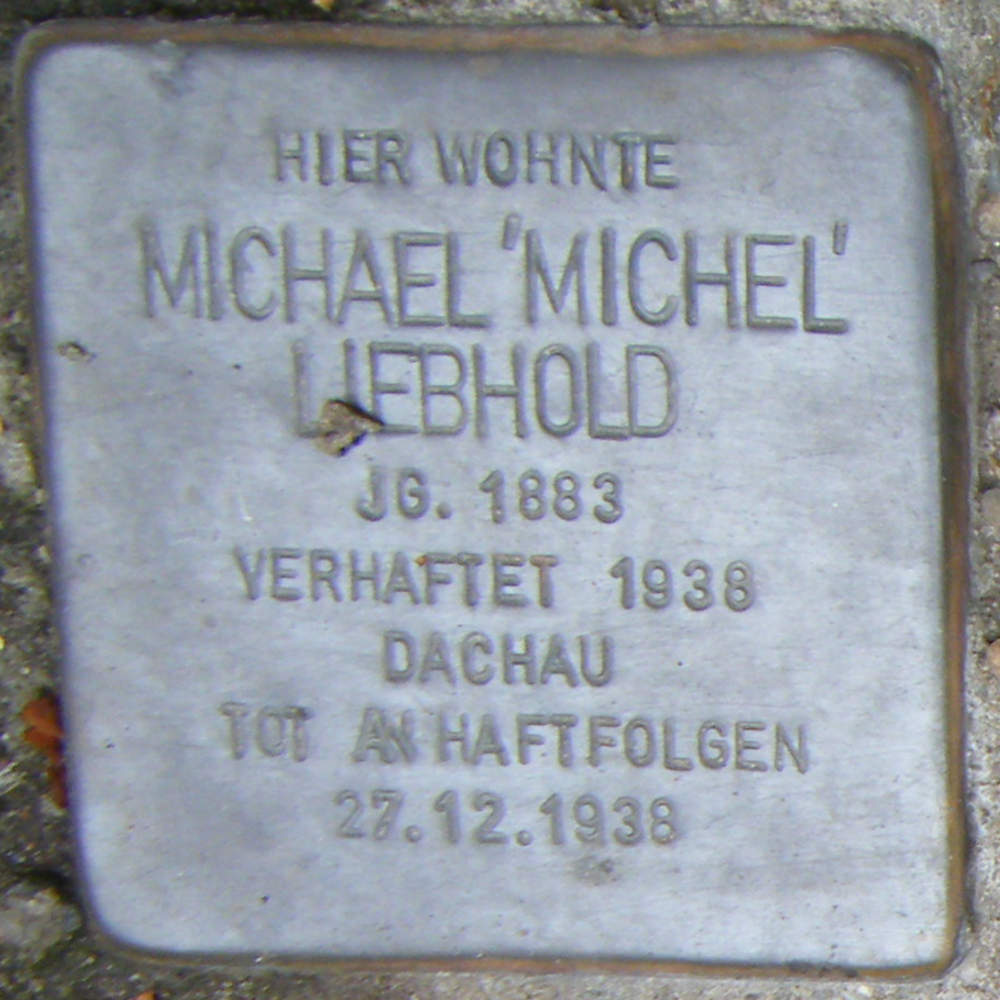
Stolperstein de Michael Liebhol au 86 Bergstraße.
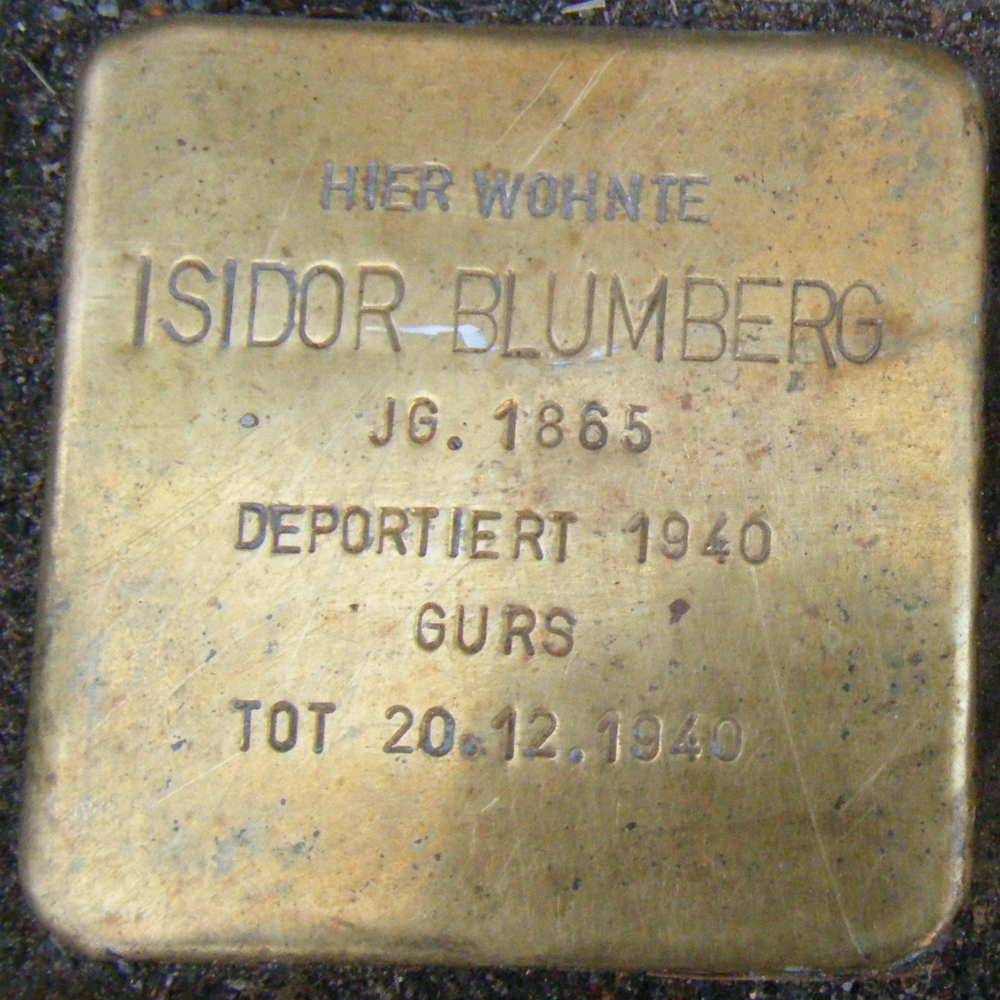
Stolperstein d’Isidor Blumberg, déporté à Gurs, au 47a Handschuhsheimer Landstraße.

## Sports
Le SC Neuenheim est un club allemand de rugby à XV basé à Neuenheim, qui participe au championnat d'Allemagne de rugby à XV. Il a été champion de la Rugby Bundesliga en 1995, 2003 et 2004, s'inclinant en finale en 1990, 2001, 2006 et 2013.
Le club a connu quelques joueurs notables, Clément Combes (ex : Francfort), Alexandre Priam (ex : Stade Rochelais) ou encore Aymeric Milan international Uruguayen de rugby à 13.